# 魏杞
魏杞（1120年—1183年），字南夫，一字道弼，南宋大臣。

## 生平
寿州寿春（今属安徽）人，家族后徙居入籍明州鄞县（今属浙江）。少从学于明州学者赵敦临。绍兴十二年（1142年），他考獲进士的成績；及後他被任命為余姚尉，后调任泾县。他任官期間罢除不必要的经费，为官干练，因而被提拔为大理寺主簿，后又擢太傅寺主薄、宗正寺少卿。
隆兴元年（1163年），他以宗正寺少卿的身份出使金国，不辱使命。隆兴二年（1164年），金兵南下，他以礼部尚书衔出任金国通问使。当年十月，到达盱眙（今属江苏），金兵准备攻淮，盘问魏杞等宋朝使节的来意，并要求查看宋朝廷的国书，提出割地和增输岁币20万等要求，魏杞一概不答应。魏杞抵达高邮，金兵再次勒索宋使节，要求面谈，魏杞又抗辞不挠。乾道元年（1165年），魏杞抵达燕山，金朝皇帝看到宋朝国书不称臣却称侄，大怒，拒绝供给宋朝使节饮食。魏杞在金主面前慷慨陈义，气劲词直，金主最终不得不以礼相待。
隆兴和议成事后，魏杞受到宋孝宗褒奖，入朝参赞机务，历任同知枢密院事，参知政事右丞相，兼任枢密使。次年因朝中政争被罢相，外放任平江府知府。以端明殿学士奉祠致仕，告老还乡。归居庆元府鄞县小溪，时人称他为碧溪先生。淳熙十年（1183年）十一月，在鄞县家中逝世，谥文节，赠特进光禄大夫。寧宗嘉泰年間，追封鲁国公。

## 家世
天祖：魏羽（三司使）
高祖：魏琰（衛尉卿）
曾祖：魏續（朝散郎）
祖父：魏鉌（知海州）
父親：魏汝能（黃州司戶參軍）
弟弟：魏梠（二子：鷺振、豹文）
五子：熊夢（刑部郎中）、驥稱、羔如、鹿賓、鵠壽
孫：魏峴（熊夢之子，著有《魏氏家藏方》傳世。）

## 遗迹
今浙江奉化溪口魏杞墓留有甬道、石马、石翁仲，墓旁建有常乐院。魏杞墓始建于1183年，后世改称崇福祠，民间俗称魏家庄。宋丞相郑清之撰《神道碑》，今尚存，长290厘米，宽160厘米。后人有曾拜访魏杞墓，如徐彬吾留有《谒魏丞相墓》：“矗矗群山聚，萧萧一空墓；尘埋扶宋相，碑勒使金功。山窣凝余泪，溪声泣旧桐；南朝千古恨，今已付东风。”

## 著作
魏杞的著作甚多，他的作品有《童諷》三十卷、《三蘇言論編》、《勤齋詩》三卷、《附錄》、《魏文節遺書》和《山房集》三十卷。

## 延伸阅读
[在维基数据编辑]
 《宋史/卷385》，出自脱脱《宋史》